# Métro de Saint-Pétersbourg
Pour les articles homonymes, voir Métro.
Le métro de Saint-Pétersbourg (en russe : Петербу́ргский метрополите́н) est le système de transport en commun ferroviaire de la ville de Saint-Pétersbourg, en Russie.
Anciennement nommé Métro de Léningrad V.I.Lénine (Ленинградский Ордена Ленина Метрополитен имени В. И. Ленина), le système présente des caractéristiques typiques des métros de l'ancienne Union soviétique, avec une décoration artistique et un aspect monumental qui en font l'un des métros les plus luxueux du monde.
La géologie du sous-sol de la ville a conduit à l'établissement du métro de Saint-Pétersbourg à très grande profondeur, jusqu'à 86 mètres à la station Admiralteïskaïa.
La construction a commencé au début de 1941, mais a été suspendue en raison de la Seconde Guerre mondiale et du siège de Léningrad qui a suivi , durant duquel les stations construites ont été utilisées comme abris anti-bombes. Il fut finalement inauguré le 15 novembre 1955.
Le réseau se compose de 5 lignes d'une longueur totale de 124 km. Il dispose de 72 stations dont 7 sont des points de correspondance.
Il transporte 3,43 millions de passagers par jour.

## Histoire
Les premiers plans pour la construction d'un métro à Saint-Pétersbourg existaient depuis 1889, mais la présence de cavités et de rivières souterraines dans le sous-sol de la ville ont rendu la construction difficile. Les guerres et les révolutions gelèrent à plusieurs reprises le projet.
L'histoire du réseau remonte à 1940 lorsque débuta la construction d'une ligne reliant entre elles toutes les gares ferroviaires terminus. La ligne fut inaugurée en 1955 entre la gare de Moscou et la zone industrielle de Kirovski située au sud-ouest.
Les premières stations furent les plus belles de tout le réseau. Les années suivantes, le réseau connut de nombreux développements et devint le second réseau de Russie.

### Projets de métro pour la capitale impériale
La question de la construction d'une voie routière souterraine à Saint-Pétersbourg s'est posée dès 1820. Un habitant de la ville, un autodidacte du nom de Torgovanov, a soumis au tsar Alexandre Ier un projet audacieux consistant à creuser un tunnel depuis le centre de la ville jusqu'à l'Île Vassilievski. Le souverain russe rejeta le projet, enjoignant à l'inventeur de signer un engagement de ne pas s'aventurer à l'avenir dans des projets insensés, mais à l'avenir, de concentrer ses efforts dans des conceptions utiles. D'autres projets plus développés ont vu le jour par la suite, mais eux aussi n'ont reçu aucune approbation.
De nombreux arguments ont été avancés contre la construction d'une voie souterraine. Les « pères de la ville » ont déclaré que les travaux d'excavation « violeraient les commodités et la respectabilité de la ville » ; les propriétaires affirmaient que le trafic souterrain saperait les fondations des bâtiments ; les marchands craignaient que « les fouilles à ciel ouvert n'entravent le commerce normal » ; mais les adversaires les plus violents de la nouveauté furent les membres du clergé, qui ont insisté sur le fait que « les passages souterrains courant à proximité des bâtiments d'églises porteraient atteinte à leur dignité ». Ainsi, tous les projets de construction d'un passage souterrain à Saint-Pétersbourg, puis à Pétrograd, sont restés sur le papier.
À la fin du XIXe siècle, certaines parties intéressées ont commencé à discuter de la possibilité d'ouvrir le premier système ferroviaire métropolitain de l'Empire russe. La presse de l'époque fait l'éloge des plans initiaux, tandis que les ingénieurs s'inquiètent en privé du manque d'expérience dans le genre de projets nécessaires à la construction d'un métro, alors qu'à l'époque, Saint-Pétersbourg n'avait même pas de tramways électriques. Cependant, en raison de la volonté des autorités municipales de s'approprier le métro après son éventuelle mise en service, aucun des projets précités n'a abouti.

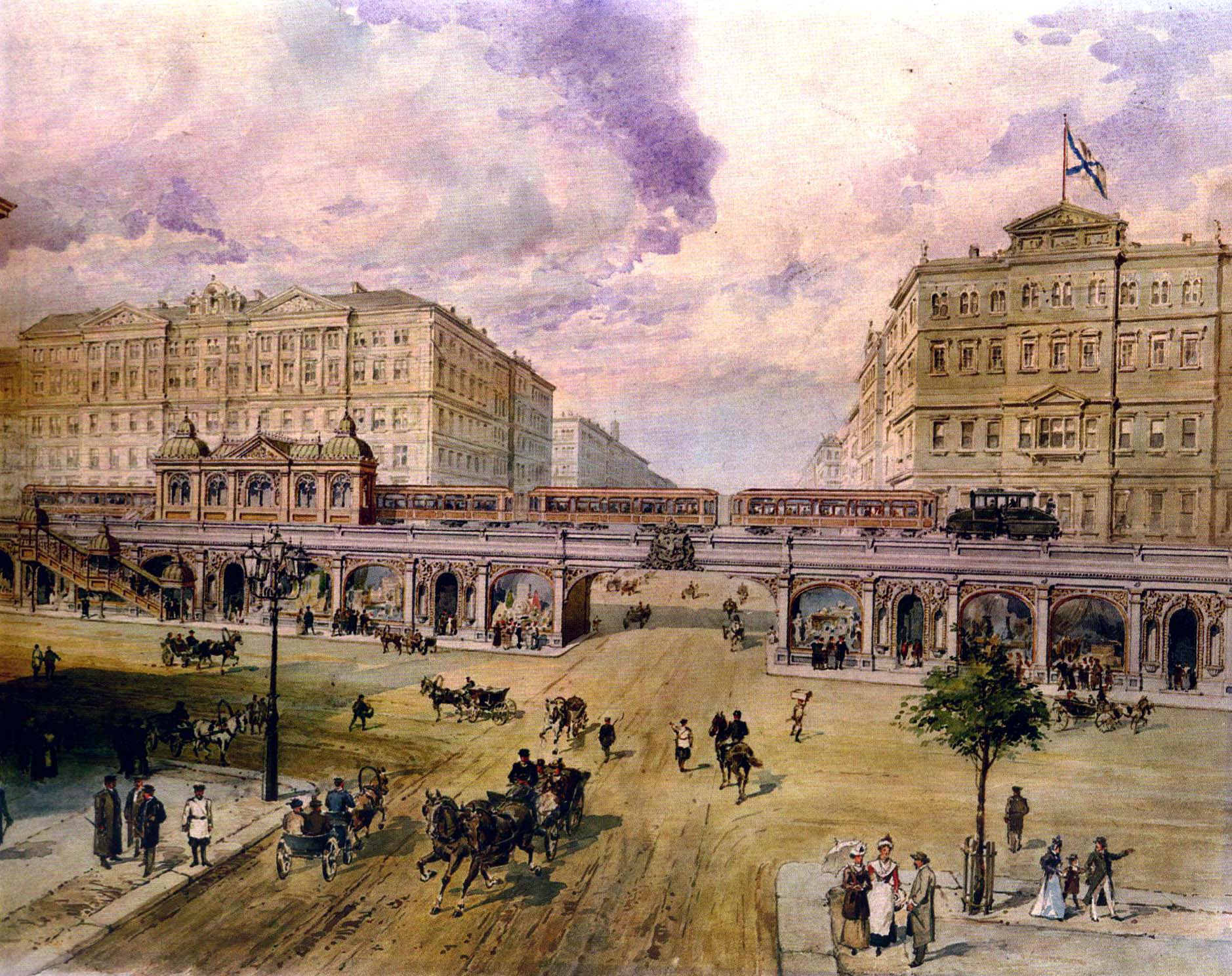
Projet de Balinski pour un métro aérien à Saint-Pétersbourg (début des années 1900)

En 1901, l'ingénieur Vladimir Pechkovski présenta son projet de construction d'une gare surélevée au milieu de la perspective Nevski, en face de la cathédrale de Kazan, et de la relier, par des tronçons aériens et des souterrains au-dessus des canaux Ekaterinsky et Obvodny et sous la perspective Zabalkanski, avec les terminaux ferroviaires Baltiiski et Varchavski. La même année, Rechevski, également ingénieur, travaillant à la demande du ministre des Transports de l'empereur, propose deux projets possibles, visant principalement à unir toutes les principales gares de Saint-Pétersbourg par une seule ligne de transport urbain. Un développement intéressant, dont les travaux avaient été menés pendant de nombreuses années par l'ingénieur des chemins de fer P.I. Balinsk (l'un des premiers ingénieurs du métro russe) impliquait des projets de construction d'un réseau de six lignes urbaines, dont deux seraient des lignes radiales avec un longueur totale de 172 kilomètres. Les travaux de construction, qui comprenait le remblayage des zones basses de la ville afin d'éviter les inondations, la construction de 11 grands ponts, remblais et viaducs d'une hauteur de 5 à 10 mètres et la pose de la voie proprement dite, devait coûter environ 190 millions de roubles. Nicolas II s'opposa au projet avant même le début des travaux.
Presque toutes les conceptions pré-révolutionnaires comportaient le concept d'un système de métro aérien, similaire à ceux des métros de Paris ou de Vienne. Cependant, comme on l'a découvert plus tard grâce à l'expérience de l'exploitation de sections de métro non couvertes au niveau du sol à Saint-Pétersbourg (qui ont ensuite été fermées pour la même raison), de tels projets entraîneraient de nombreuses difficultés pour leur entretien. En ce temps, les ingénieurs russes n'avaient ni l'équipement ni les compétences techniques pour construire des tunnels profonds à travers le sol difficile de Saint-Pétersbourg,. En 1918, le fait que Moscou était devenue la capitale du pays après la Révolution d'octobre 1917 et la guerre civile russe (1917-1922) qui s'ensuivit firent que pendant plus d'une décennie, les projets de construction d'un métro à Petrograd furent ajournés.

### Première phase de construction, d'abandon et d'ouverture
En 1938, la question de la construction d'un métro pour Saint-Pétersbourg (alors rebaptisé Léningrad) refait surface à l'initiative d'Alexis Kossyguine, président du Comité exécutif des Soviets de la ville de Léningrad des députés du peuple travailleur. Ivan Zubkov, un ingénieur qui pour son travail devait devenir plus tard un héros du travail socialiste fut nommé directeur de la construction du métro. Le projet initial a été conçu par l'institut de Moscou « Metrogiprotrans », mais le 21 janvier 1941, la « Direction de la construction № 5 du Commissariat du peuple » fut fondée en tant qu'organisme chargé de superviser spécifiquement la conception et la construction du métro de Léningrad. En avril 1941, 34 puits étaient creusés pour la phase initiale de construction.
Pendant la Seconde Guerre mondiale, les travaux de construction ont été gelés en raison d'un grave manque de financement, de main-d'œuvre et d'équipement. À cette époque, de nombreux ouvriers de la construction du métro étaient employés à la construction et à la réparation de têtes de ligne et d'autres éléments vitaux pour la ville assiégée. Zubkov est mort en 1944, sans avoir vu l'ouverture du métro.

### L'ère initiale d'après-guerre
Le Lenmetroproïekt a été créé en 1946, sous la direction de M.A. Samodurov, pour terminer la construction de la première phase du métro. Une nouvelle version du projet de métro, conçue par des spécialistes, a apporté deux nouvelles solutions aux problèmes rencontrés lors de la construction du métro. D'abord, les stations devaient être construites à un niveau légèrement surélevé au-dessus de celui de la voie normale, afin d'empêcher le drainage directement dans celles-ci, tandis que la largeur moyenne du tunnel devait être réduite de la norme de 6 m du métro de Moscou à 5,5 mètres.
Le 3 septembre 1947, la construction du métro de Léningrad put reprendre et, en décembre 1954, le Conseil des ministres de l'URSS ordonna la création de l'organisation nationale des transports Leningradski Metropoliten, dirigée par Ivan Novikov. L'organisation installa ses bureaux dans le bâtiment situé juste au-dessus de la station Tekhnologicheski Institut. Le 7 octobre 1955, l'électricité est mise en service dans le métro, et le 5 novembre 1955, l'acte de mise en service de la première tranche du métro est signé. Dix ans après la fin de la guerre, au début du dégel post-Stalinien de Khrouchtchev, la ville était enfin dotée d'un réseau de transport souterrain. L'inauguration du métro eut lieu le 15 novembre 1955, avec sept stations (la huitième, Pouchkinskaïa ayant ouvert quelques mois plus tard) ouvertes au public. Ces gares sont ensuite devenues une partie de la ligne Kirovsko-Vyborgskaya, reliant le terminal ferroviaire de Moscou au centre-ville à la zone industrielle de Kirovski au sud-ouest. Le développement ultérieur comprenait des lignes sous le fleuve Néva en 1958 et la construction de la ligne radiale Vyborgski au milieu des années 1970 pour atteindre les nouveaux développements résidentiels dans le nord. En 1978, la ligne a été prolongée au-delà des limites de la ville dans l'oblast de Léningrad. Finalement, 1 023 participants à la construction de la première étape du métro ont été récompensés par le gouvernement.

### Développement ultérieur

Schéma dynamique de développement du métro de Saint-Pétersbourg de 1955 à 2012.

La première extension du métro a eu lieu en 1958, lorsque la première ligne (qui deviendra plus tard la ligne Kirovsko-Vyborgskaïa) a été prolongée sous le fleuve Néva jusqu'au terminal ferroviaire Finliandski. Plus tard, cette même ligne a été prolongée lorsque le rayon Vyborgski, construit dans les années 1970, a amené le métro à de nouvelles zones résidentielles construites au nord-est de la ville, et en 1978, à celles plus éloignées, dans l'oblast de Léningrad voisin. En 1977, le métro a été étendu au sud-ouest, avec la construction du rayon Kirovski.
La construction de la deuxième ligne Moskovsko-Petrogradskaïa a commencé presque immédiatement après l'ouverture initiale du métro. À peine six ans plus tard, en 1961, la section allant de l'Institut tekhnologicheski au parc Pobedi, le long de la perspective Moskovski jusqu'aux zones sud de la ville, a été ouverte. En 1963, la ligne a été prolongée au nord jusqu'à la station Petrogradskaïa, dans le processus faisant de Tekhnologicheski Institut la première station d'échange multiplateforme de l'URSS. Une nouvelle extension de la ligne a été entreprise vers le sud au début des années 1970 et dans les années 1980 vers le nord, la dernière station Parnas ayant été ouverte, après de nombreux retards, en 2006.
La troisième ligne Nevsko-Vasileostrovskaya a été ouverte pour la première fois en 1967 et a finalement relié l'île Vassilievski, le centre-ville et les zones industrielles de la rive sud-est de la Néva dans une série d'extensions (1970, 1979, 1981 et 1984). La quatrième ligne, Pravoberezhnaya, a été ouverte en 1985 pour desservir les nouveaux quartiers résidentiels de la rive droite de la Néva avant d'atteindre le centre-ville en 1991 et de se poursuivre vers le nord-ouest à la fin des années 1990. C'est à cette période que l'ouverture de la cinquième ligne du métro (Frunzensko-Primorskaya) était prévue, cependant, ce n'est qu'en 2008, avec l'ouverture des stations Volkovskaïa et Zvenigorodskaïa, que cela a eu lieu. Le 7 mars 2009, lorsque la quatrième ligne a été agrandie avec l'ajout de la station Spasskaya, la cinquième ligne a finalement commencé (comme dicté dans les projets précédents) à desservir directement les quartiers Primorsky et Frunzensky de Saint-Pétersbourg.
Au moment de l'effondrement de l'URSS, le métro de Léningrad comprenait 54 stations et 94,2 km de voies. Jusqu'à cette période, il était officiellement connu sous le nom de « Métro V.I. Lénine de Leningrad de l'Ordre de Lénine » (Леининградский Метрополитен Ордена Ленина имени В.И.Ленина).

### Période moderne
Au début de 1992, des travaux de construction étaient en cours dans quatorze gares ou leurs annexes. Il s'agissait de six stations du rayon Primorsky (Admiralteïskaïa, Sportivnaïa, Chkalovskaïa, Krestovski Ostrov, Staraïa Derevnia et Komendantski Prospekt), deux stations de la ligne 4 (Spasskaya et tunnels de transfert vers la station Sadovaya ), Parnas et le dépôt « Vyborg » sur ligne 2, et cinq stations du rayon Frunzensky ( Zvenigorodskaya, Obvodny Kanal, Volkovskaïa, Bukharestskaïa et Mejdunarodnaïa). Ainsi, il a été estimé, considérant le temps moyen de construction d'une station de métro à Saint-Pétersbourg égal à 5,6 ans, qu'avec un financement suffisant, tous les travaux mentionnés ci-dessus seraient achevés au plus tard en 1997 ; un record dans l'histoire de la construction du métro de Saint-Pétersbourg. Cependant, cela n'a pas été atteint et les plans n'ont été achevés qu'à la fin de 2012.
En 1994, il était prévu, sur 10 ans, d'étendre massivement le métro et de presque « doubler » sa taille, en construisant trois nouvelles lignes et 61 nouvelles stations. Mais en réalité, sur cette période jusqu'en 2004, seules 6 stations ont été ouvertes. À ce stade, on envisageait de financer la construction du métro par le biais d'un système de parrainage individuel de scènes et de stations. La géologie impitoyable de Saint-Pétersbourg a souvent entravé les tentatives des constructeurs de métro. Le cas le plus notable a eu lieu sur la ligne Kirovsko-Vyborgskaïa. Lors de la construction de la ligne dans les années 1970, les tunneliers ont pénétré dans une cavité souterraine de la Néva. Ils ont réussi à terminer le percement, mais en 1995 le tunnel a dû être fermé et une partie de celui-ci, entre Lesnaya et Plochtchad Mujestva, inondée. Pendant plus de neuf ans, le tronçon nord de la ligne a été physiquement coupé du reste du réseau. Un nouvel ensemble de tunnels a été construit et en juin 2004, le service normal a été rétabli.

## Réseau
Le réseau comporte 5 lignes, 69 stations pour un total de 118,6 km de voies. La plupart des stations sont situées à grande profondeur. Toutefois, trois stations sont à faible profondeur et trois autres sont en surface.
| #         | Nom complet               | Mise en service  | Dernier prolongement | Longueur (km) | Nombre de stations | Voitures par rame | Dist. moy. entre les stations (km) | Vitesse moyenne avec arrêts (km/h) | Temps de trajet (min), | Profondeur moy. des stations (m) |
| --------- | ------------------------- | ---------------- | -------------------- | ------------- | ------------------ | ----------------- | ---------------------------------- | ---------------------------------- | ---------------------- | -------------------------------- |
|           | Kirovsko-Vyborgskaïa      | 15 novembre 1955 | 29 décembre 1978     | 30            | 19                 | 8                 | 2                                  | 39                                 | 46                     | 50                               |
|           | Moskovsko-Petrogradskaïa  | 29 avril 1961    | 22 décembre 2006     | 30            | 18                 | 6                 | 2                                  | 39                                 | 46                     | 45                               |
|           | Nevsko-Vassileostrovskaïa | 3 novembre 1967  | 26 mai 2018          | 28            | 12                 | 6                 | 3                                  | 42                                 | 40                     | 50                               |
|           | Lakhtinsko-Pravoberejnaïa | 30 décembre 1985 | 27 décembre 2024     | 16            | 9                  | 7                 | 2                                  | 42                                 | 19                     | 62                               |
|           | Frounzensko-Primorskaïa   | 20 décembre 2008 | 3 octobre 2019       | 26            | 15                 | 8                 | 2                                  | 43                                 | 42                     | 57                               |
| Total :   | Total :                   | Total :          | Total :              | 125           | 72                 |                   |                                    |                                    |                        |                                  |
| Moyenne : | Moyenne :                 | Moyenne :        | Moyenne :            | 25            |                    |                   | 2                                  | 41                                 | 38                     | 53                               |

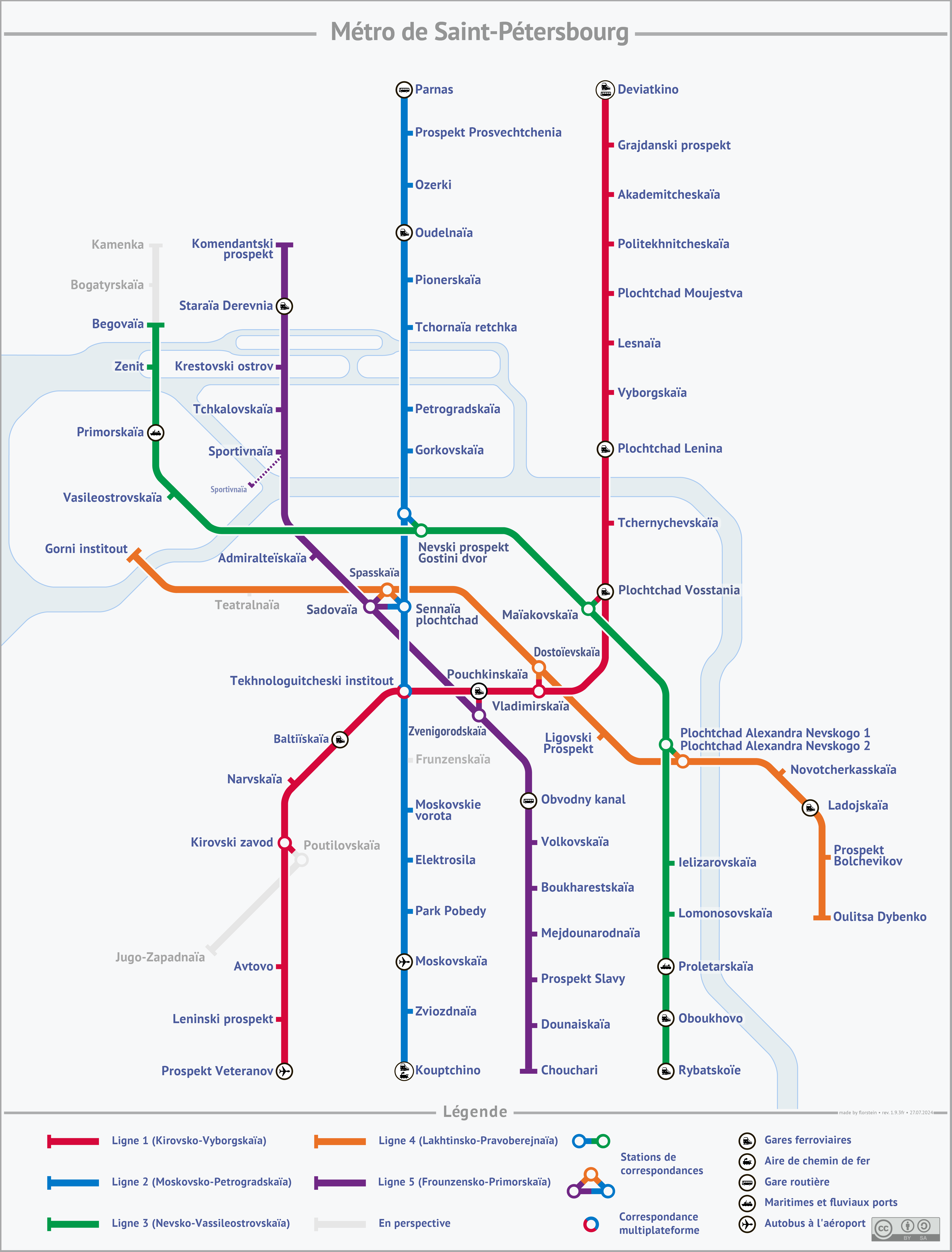
Plan du métro de Saint-Pétersbourg

Le design des stations a plusieurs fois évolué. Les premières stations étaient à « pylône ». À partir des années 1960 un nouveau design appelé « ascenseur horizontal » devint populaire, mais il ne réussit pas à s'imposer et à compter du milieu des années 1970, les stations de type « chambre forte » devinrent les plus nombreuses.
Le métro de Saint-Pétersbourg est le seul métro de l'ancienne Union soviétique à desservir une zone située à l'extérieur des limites de la ville (station Déviatkino, dans l'oblast de Léningrad).

## Fonctionnement
Le métro fonctionne de 6 h du matin à 1 h. Aux heures de pointe, il y a 1 métro toutes les 100 secondes environ. Certaines stations sont équipées de portes palières.

## Structures et techniques

### Tunnels
La construction de tunnels à Saint-Pétersbourg a toujours présenté de très grandes difficultés, rendue extrêmement problématique par la nature du sous-sol géologiquement jeune et extrêmement instable du delta de la Néva, marécageux sur une très grande profondeur et reposant sur des roches argileuses tout aussi difficiles à creuser et stabiliser.
C'est pourquoi le réseau du métro de Saint-Pétersbourg est le réseau ferré souterrain le plus profond du monde, situé pour l'essentiel à une profondeur de 50 à 75 mètres au-dessous du sol, descendant même jusqu'à 100 m sur certaines sections. Seules sept stations, situées en périphérie, sont proches de la surface. La station la plus profonde est la station Admiralteïskaïa (Адмиралтейская), ouverte en décembre 2011, près de la Néva, à 86 m sous terre.
La profondeur des installations a été utilisée durant la guerre froide pour convertir le réseau du métro en un grand bunker de protection de la population contre les bombardements classiques ou les attaques nucléaires. Tout comme dans le métro de Moscou, les stations ont été équipées, au pied des escaliers mécaniques, de lourdes barrières qui pouvaient être fermées hermétiquement en cas d'urgence. Des magasins d'approvisionnement et des systèmes de ventilation faisaient partie du système.

### Bâtiments d'accès
Les bâtiments d'accès (ou vestibules) du métro sont conçus, surtout en centre-ville, comme des halls spacieux dans lesquels les voyageurs sont guidés vers des entrées et sorties séparées. Après le passage par la billetterie, on accède à des tourniquets qui mènent aux vertigineux escaliers mécaniques. Les petits magasins ont été supprimés en 2006 pour donner plus d'espace aux passagers et accroître la sécurité. Les bâtiments reflètent souvent le goût architectural de l'époque et une grande variété de styles. Parfois, les halls d'entrée sont intégrés dans des bâtiments existants, par exemple pour les stations Maïakovskaïa et Nevski Prospect. Il est prévu que les futurs vestibules soient intégrés à des centres commerciaux.

Bâtiments d'accès
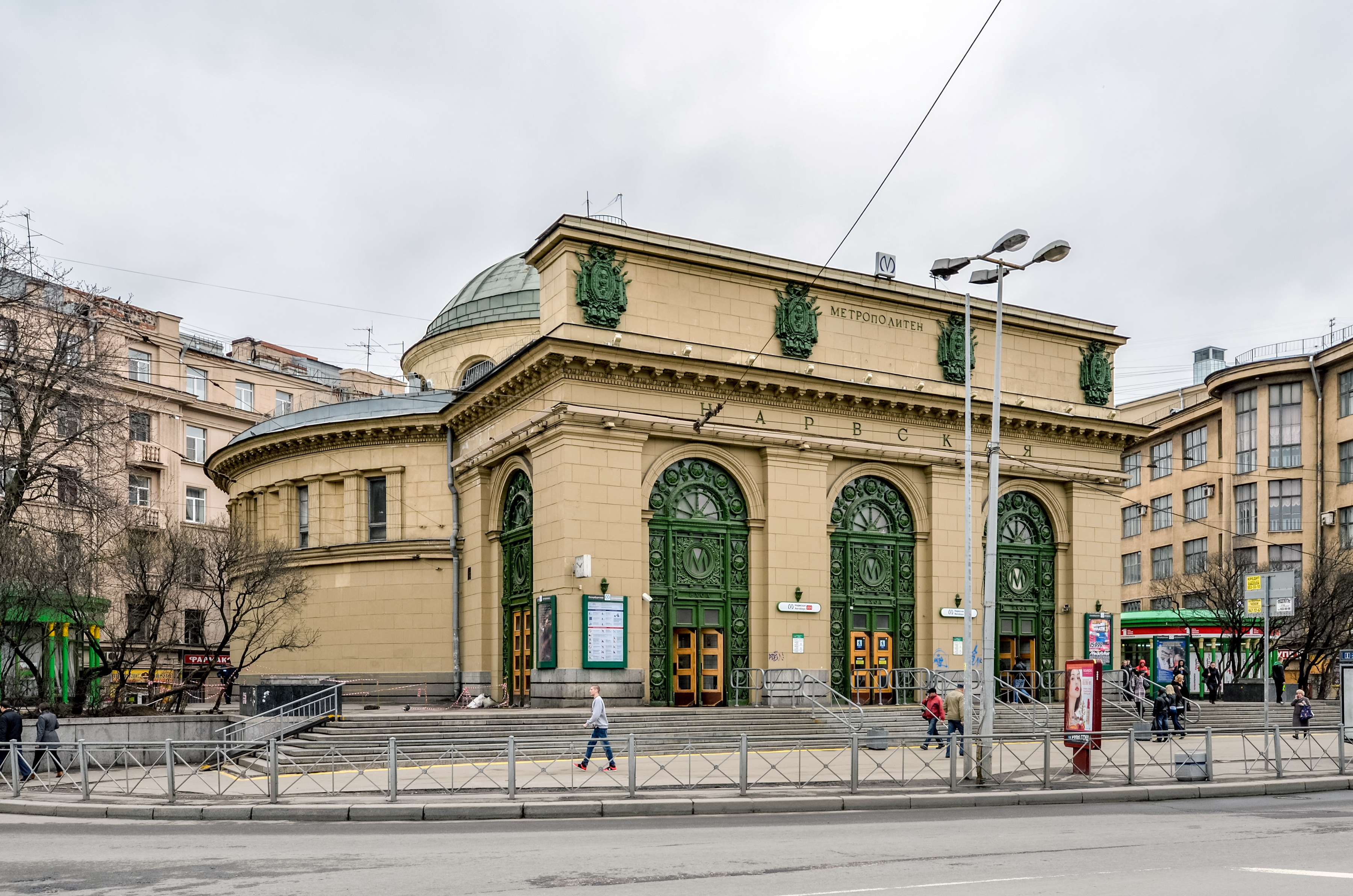
Narvskaïa
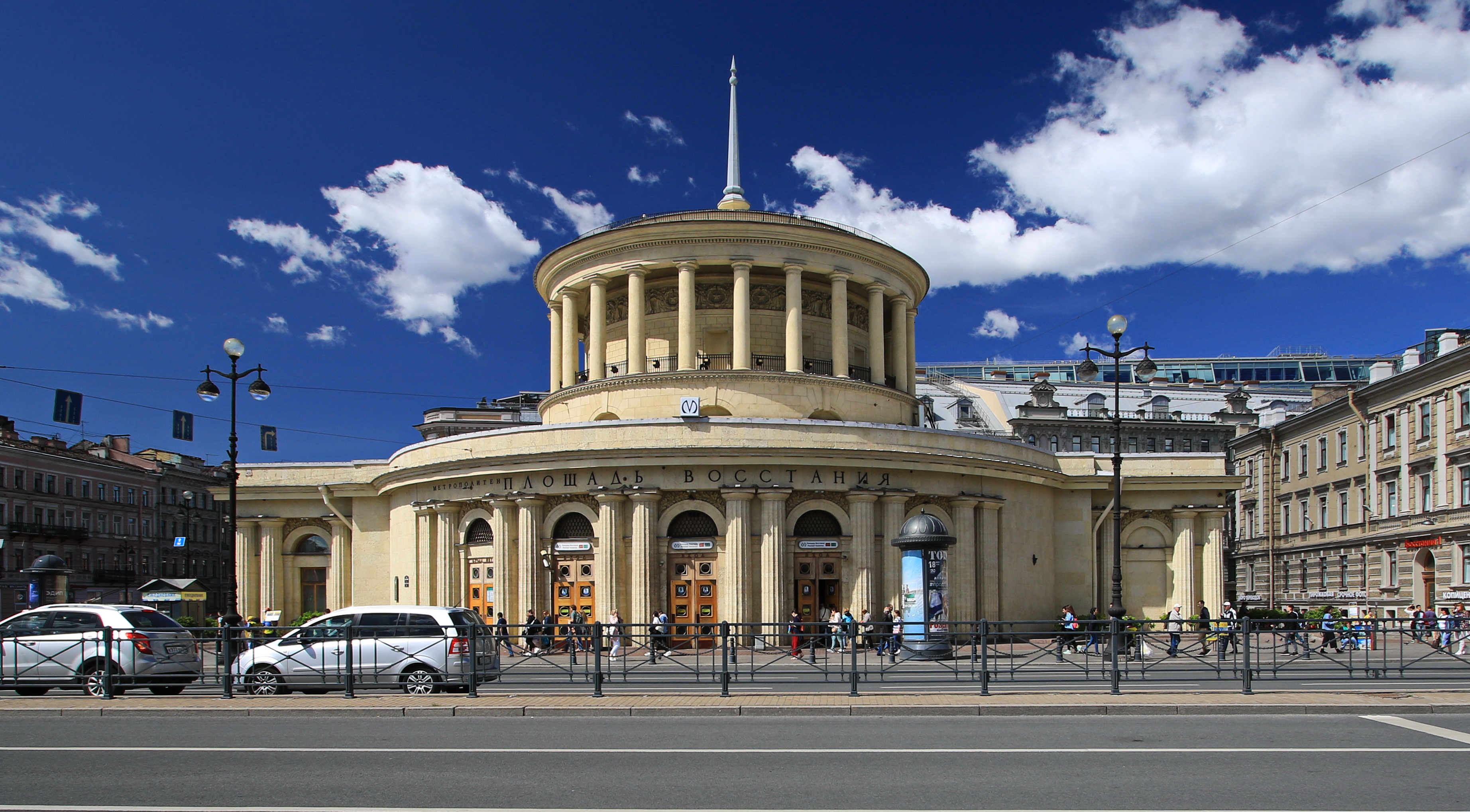
Plochtchad Vosstanïa

### Escaliers mécaniques
En raison de l'effort rendu nécessaire par la construction à très grande profondeur, la presque totalité des stations n'a qu'un accès d'entrée et sortie, qui mène à la surface via des escalators, en une dizaine de minutes.
Les stations de correspondance sont considérées comme indépendantes les unes des autres, et ont même des noms différents selon la ligne à laquelle elles appartiennent. Elles présentent donc généralement une entrée-sortie à une extrémité du quai de chaque ligne et un couloir de correspondance vers la deuxième gare à l'autre extrémité.
Les accès des stations simples ont trois escaliers mécaniques parallèles, exploités de sorte qu'au moins l'un d'entre eux un monte et un autre descende. Selon l'heure de la journée et le flux de passagers, le troisième escalator est utilisé en renfort ou comme escalier alternatif lors des opérations d'entretien ou de réparations. Les stations de correspondance ont généralement quatre escalators en raison de leur flux plus élevé. Seules quelques stations en périphérie, où le terrain est suffisamment solide, se situent juste au-dessous ou même au-dessus de la surface. Ces gares, par exemple Avtovo ou Leninski Prospect , sont équipées d'escaliers conventionnels.

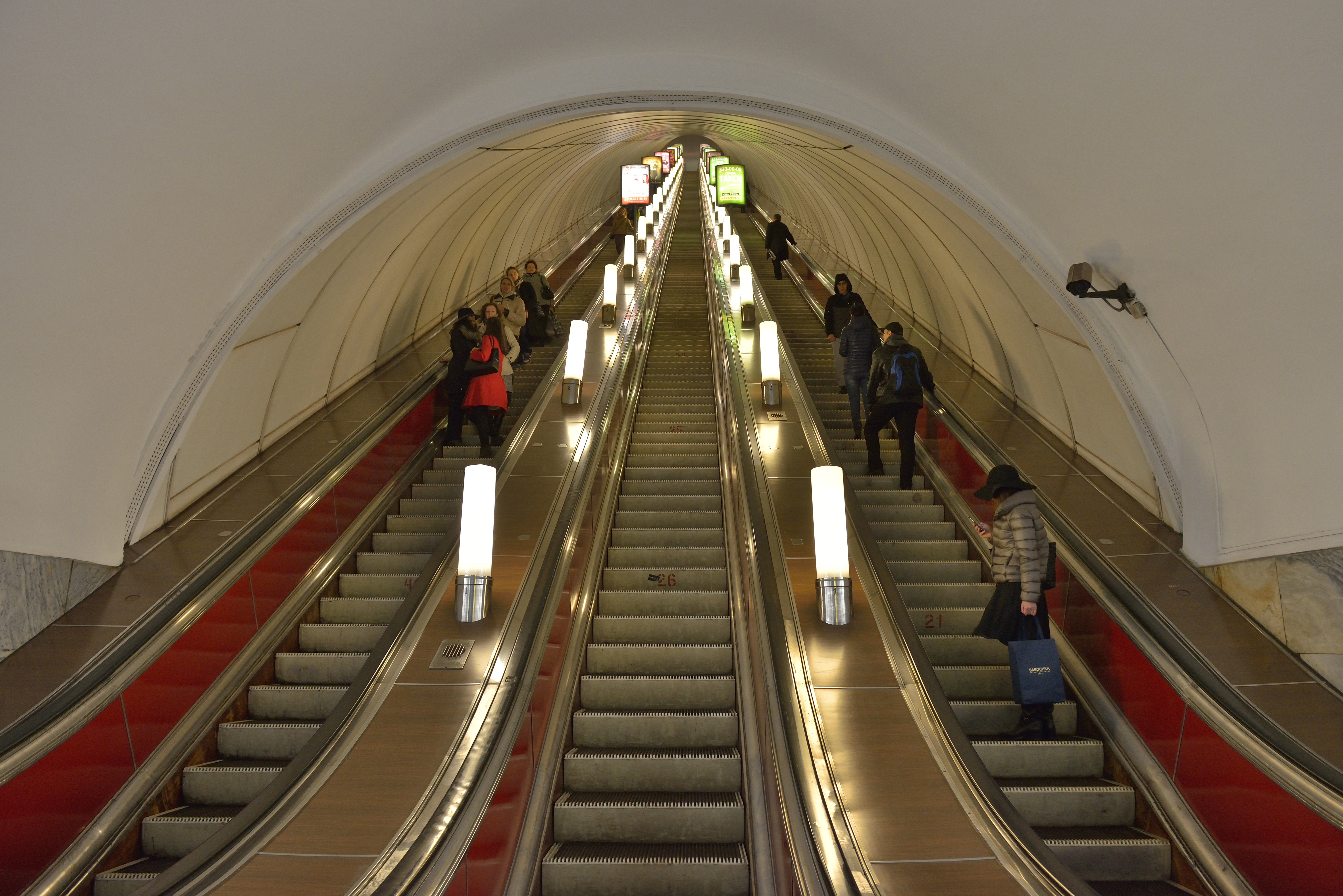
Longue descente vers la station Nevski prospekt. Il faut environ 10 minutes pour parvenir aux quais ou en remonter.
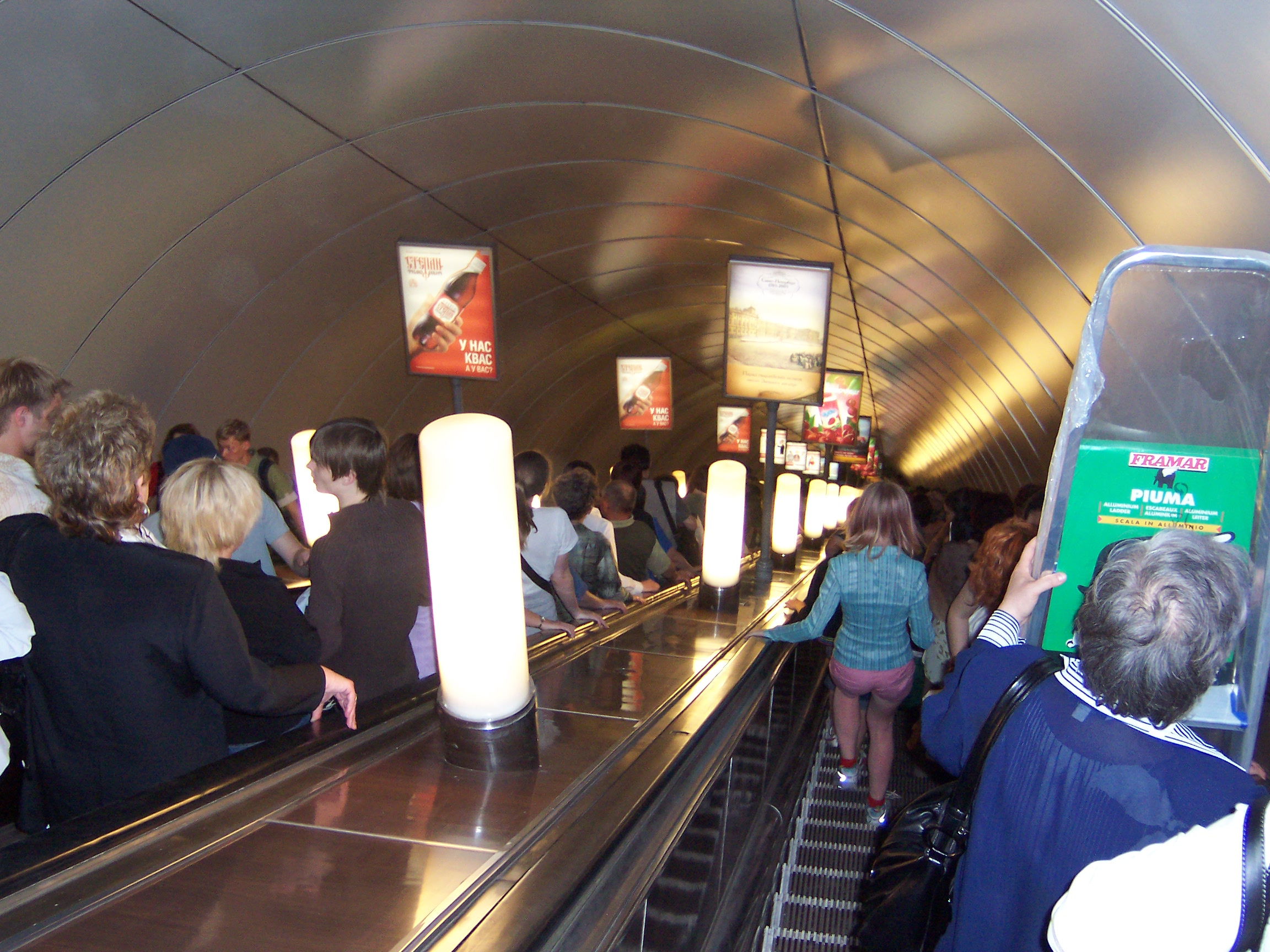
Aux heures de pointe, on tient la droite, les sportifs avalant ou dévalant les marches par la gauche.

### Structure des stations

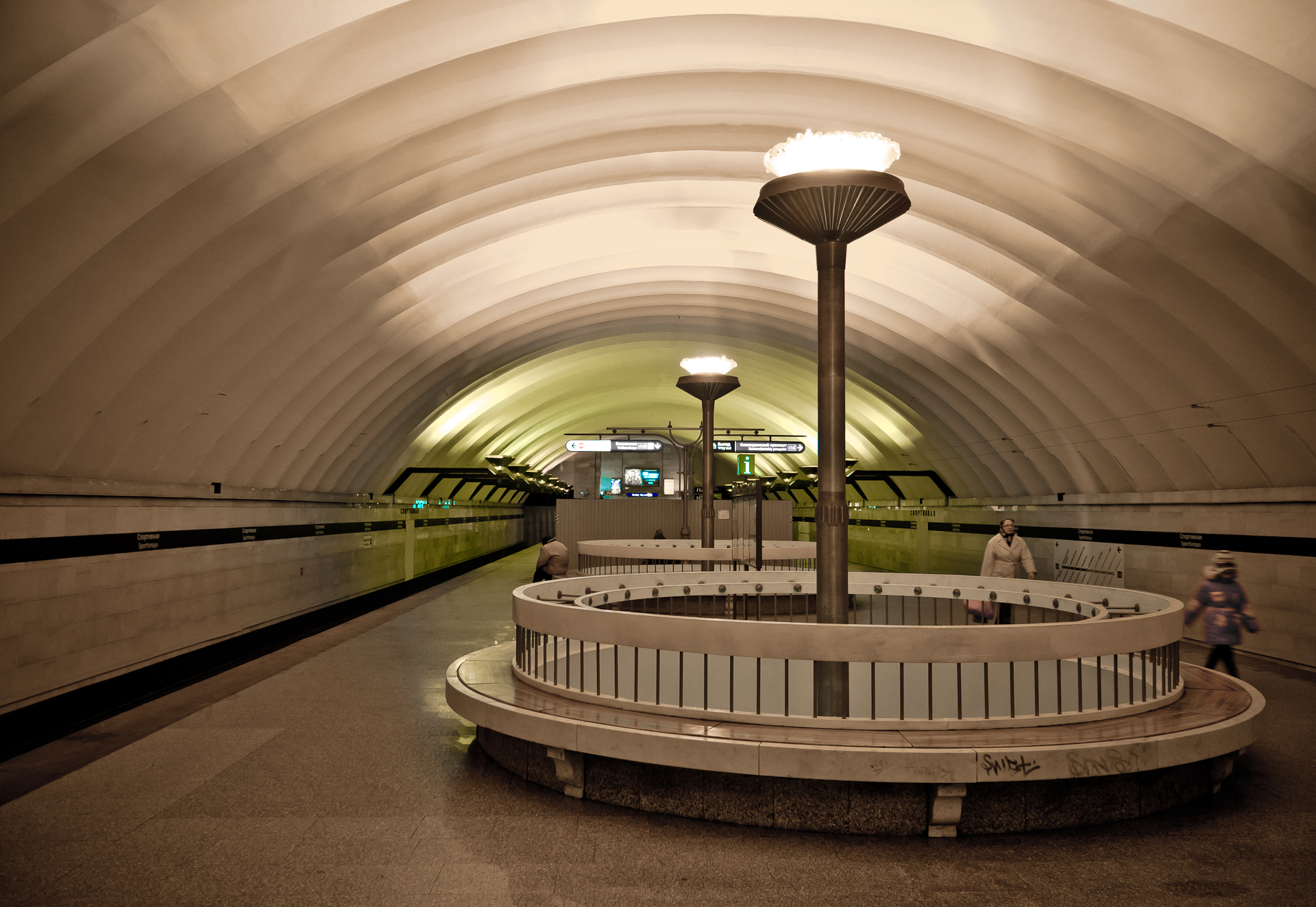
Station Sportivnaïa, à voûte unique

Le métro de Saint-Pétersbourg compte 72 stations, dont 61 stations en niveau profond, 8 stations en niveau peu profond et 3 stations au sol. Le réseau de la rive droite ne comporte que des stations en profondeur.
De par leur conception, les stations sont divisées en :

#### 61 stations en grande profondeur
- 15 stations à voûte unique ;
- 18 stations à pylônes, dont 7 gares avec hall central raccourci ;

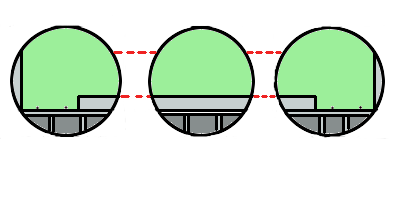
Conception typique d'une station « à pylônes »
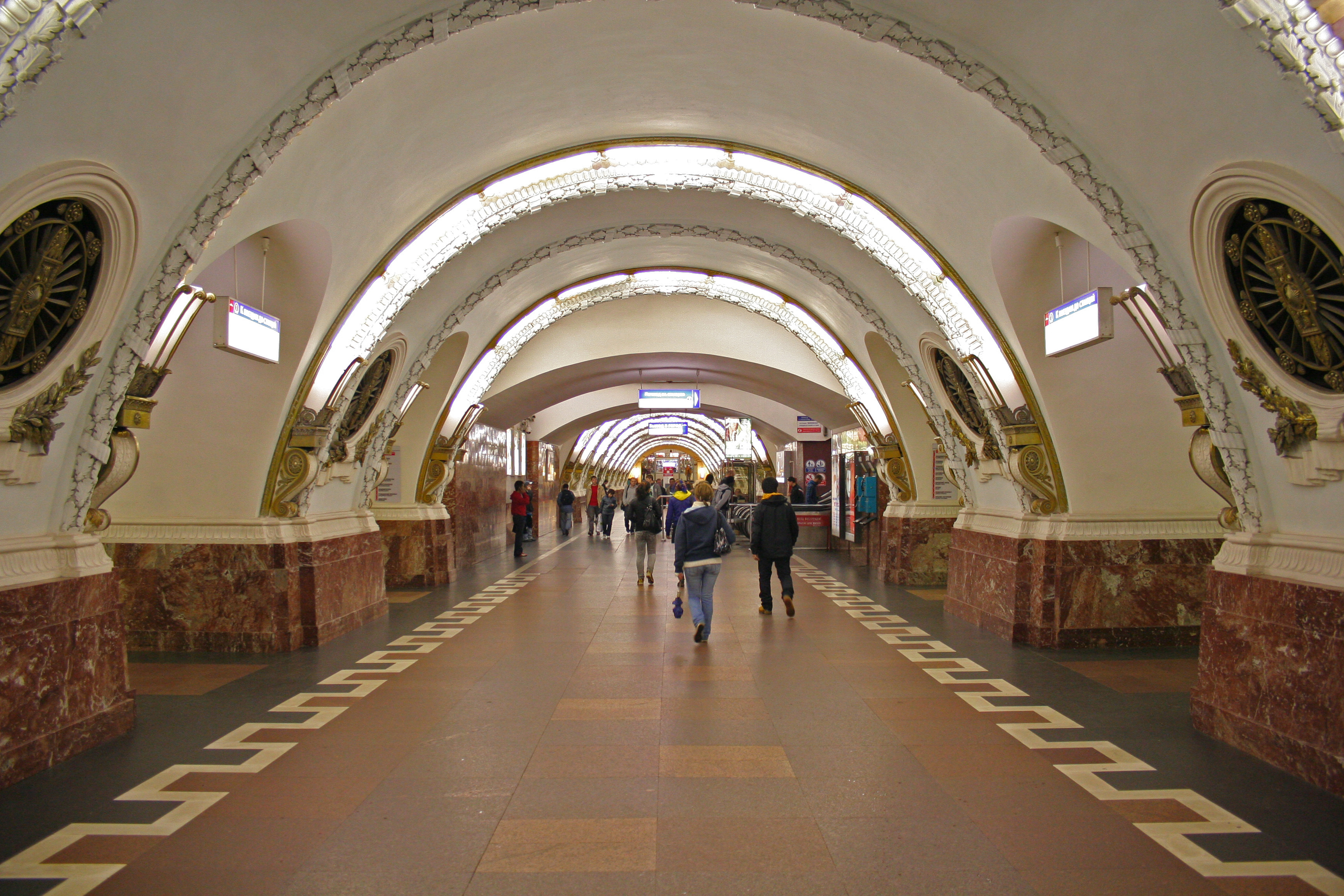
Station Plochtchad Vosstanïa, de type « à pylônes »
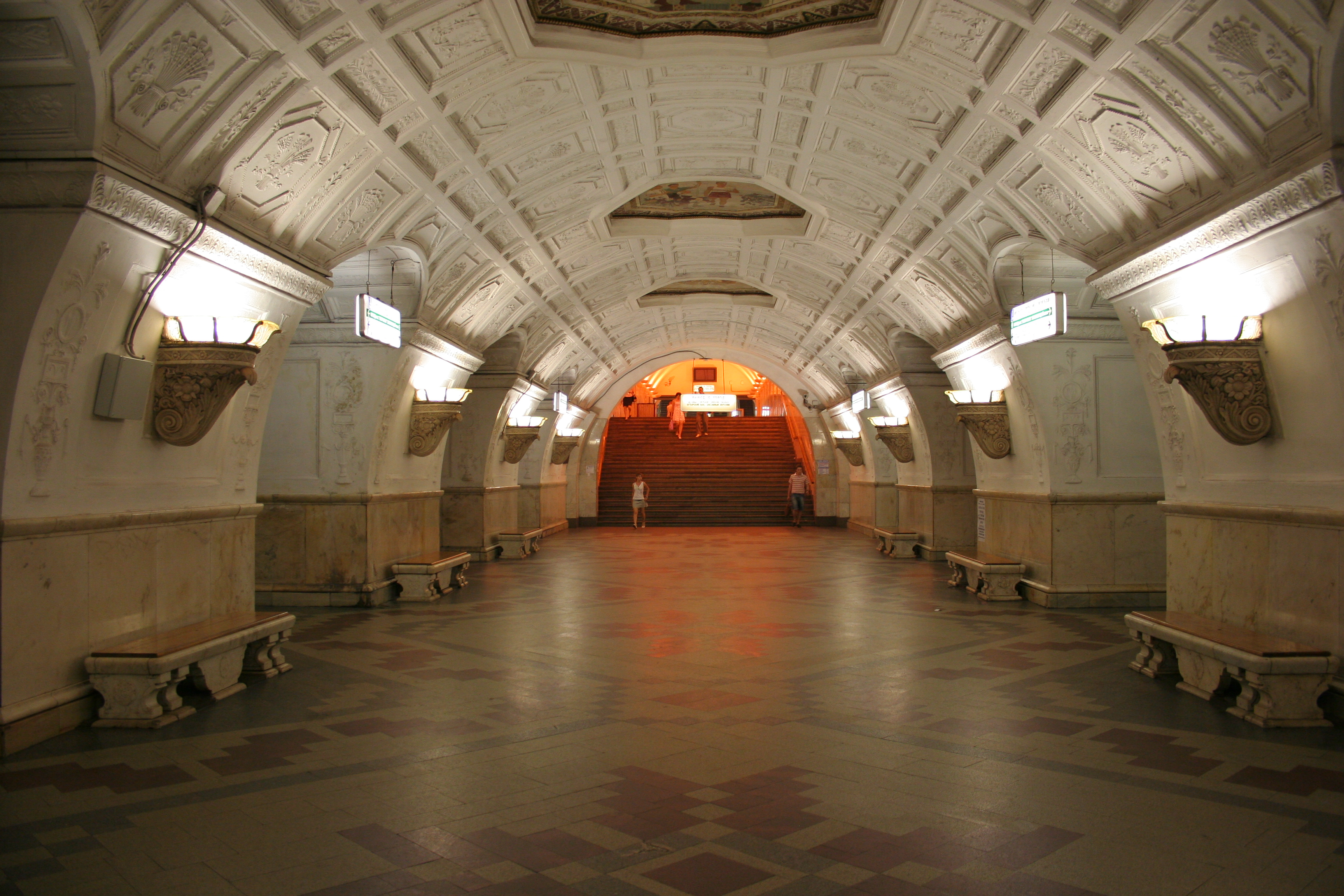
Station Belorusskaïa, de type « à pylônes »

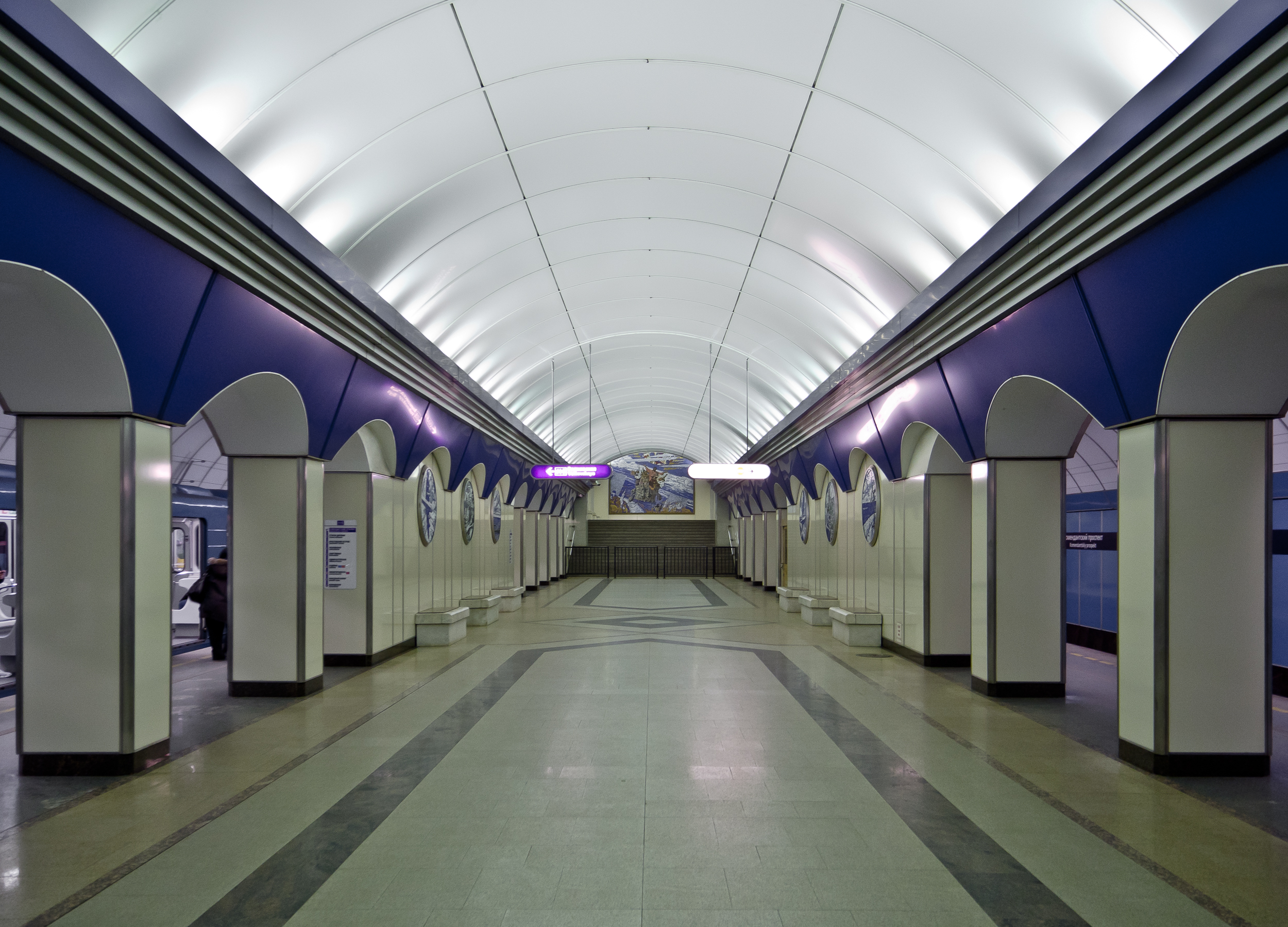
Station Komendantski Prospekt, de type « à colonnes murées ».

- 18 stations à colonnes, dont 8 ont des colonnes murées, élargies pour plus de solidité ;
- 10 stations de type fermé , également appelées en « ascenseurs horizontaux » pour leurs caractéristiques de conception bien particulières.

Dans ces stations, le quai est séparé des voies par un mur porteur très épais, qui n'a d'ouvertures qu'aux endroits exacts où se trouvent les portes des voitures à l'arrêt. De telles stations sont appelées stations de type fermé ou  « ascenseur horizontal » (горизонтальный лифт), car les portes en acier sans fenêtre rappellent celles des ascenseurs. Park Pobiédi fut la première station de ce genre au monde. Ce type de portes palières massives a été imaginé tout à la fois pour renforcer la structure des stations et améliorer la sécurité des voyageurs, évitant toute chute sur les voies. Ces dispositions de portes palières n'ont jamais été reproduites ailleurs en ex-Union soviétique, où pourtant des stations de type fermé ont été établies à maintes reprises sur d'autres réseaux.

Principe d'une station de type fermé (« ascenseur horizontal »)
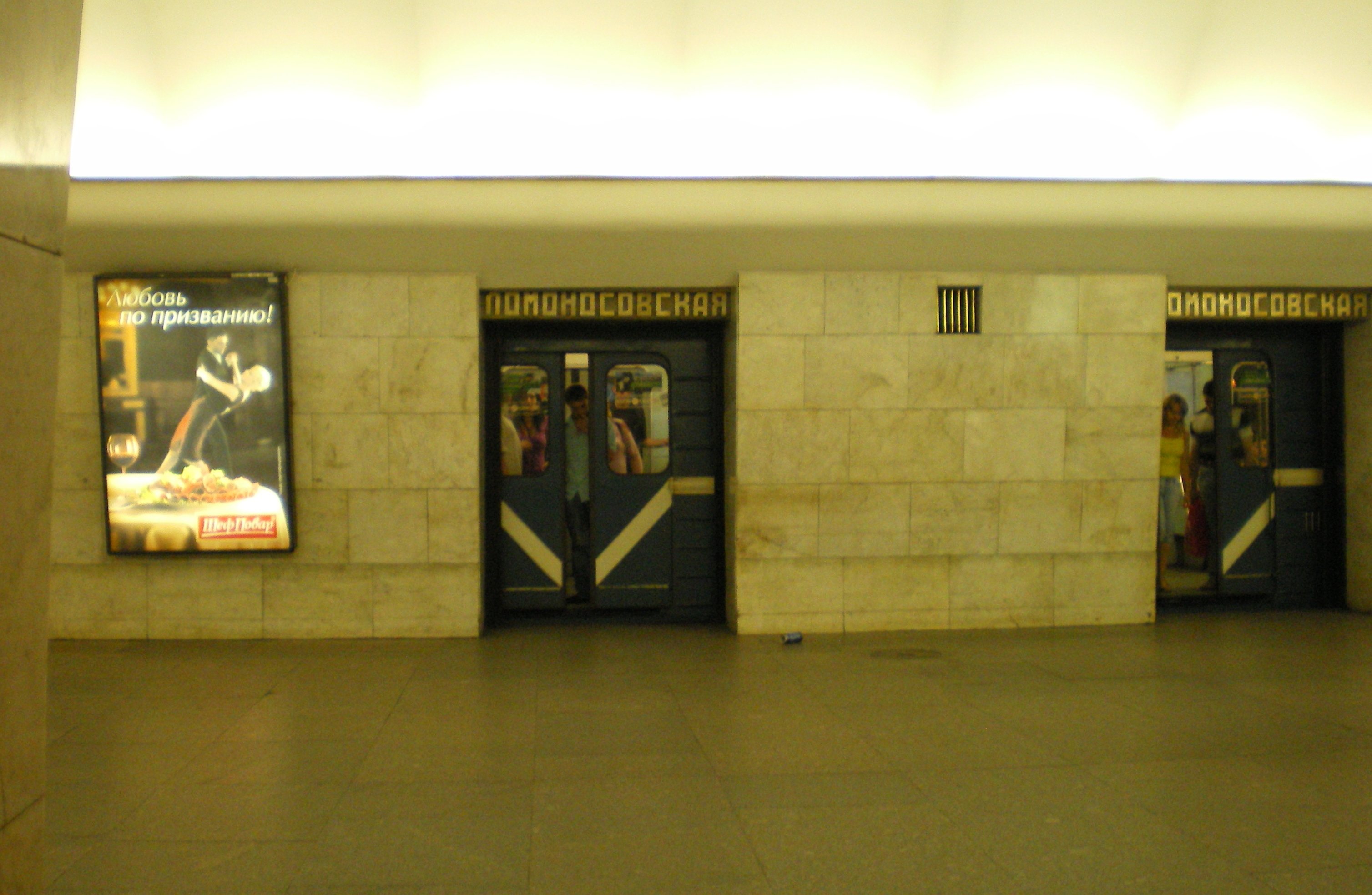
Station Lomonosovskaïa, portes palières ouvertes.
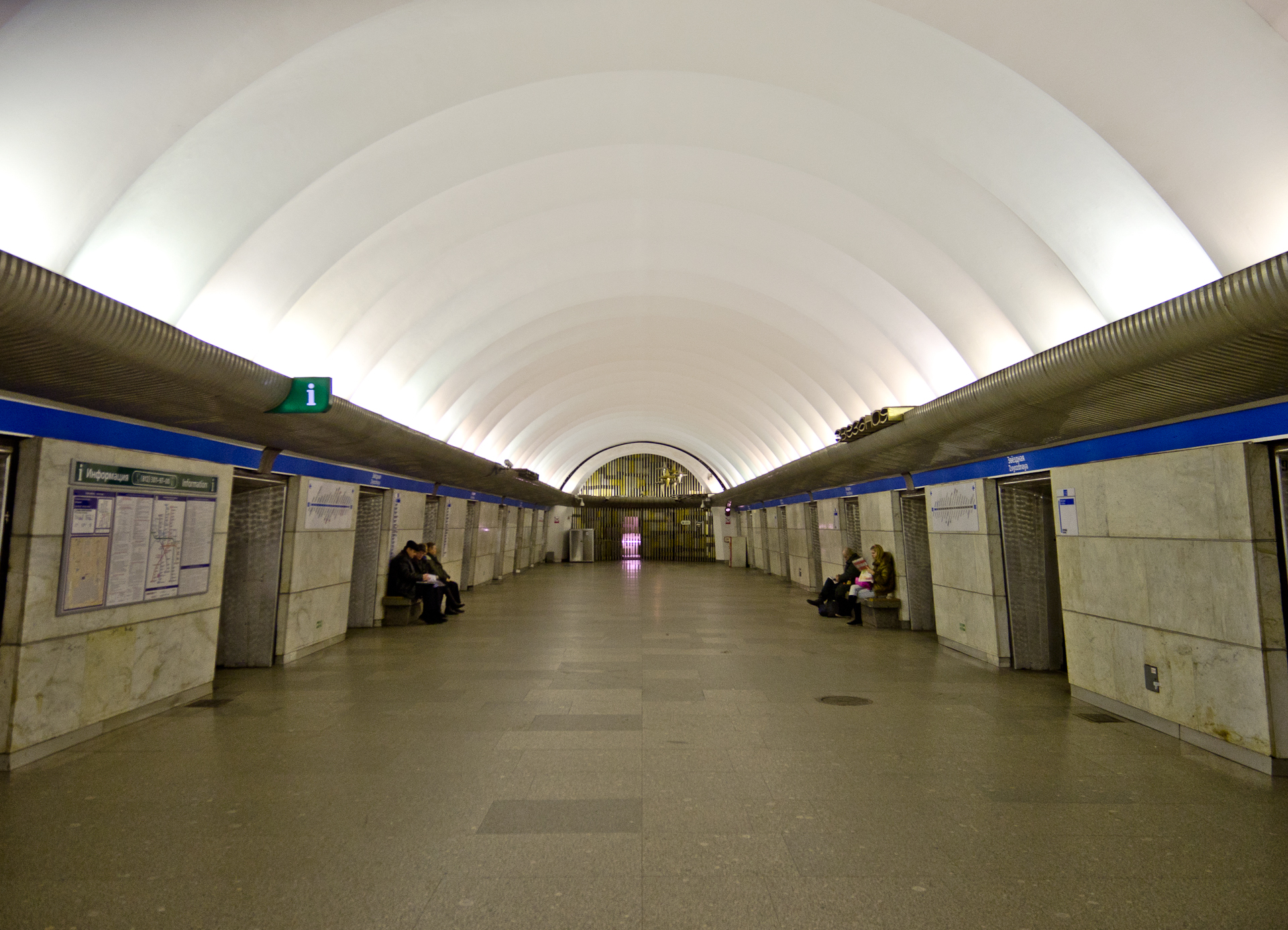
Gare Sviozdnaïa, de type fermé.

#### 8 stations à faible profondeur

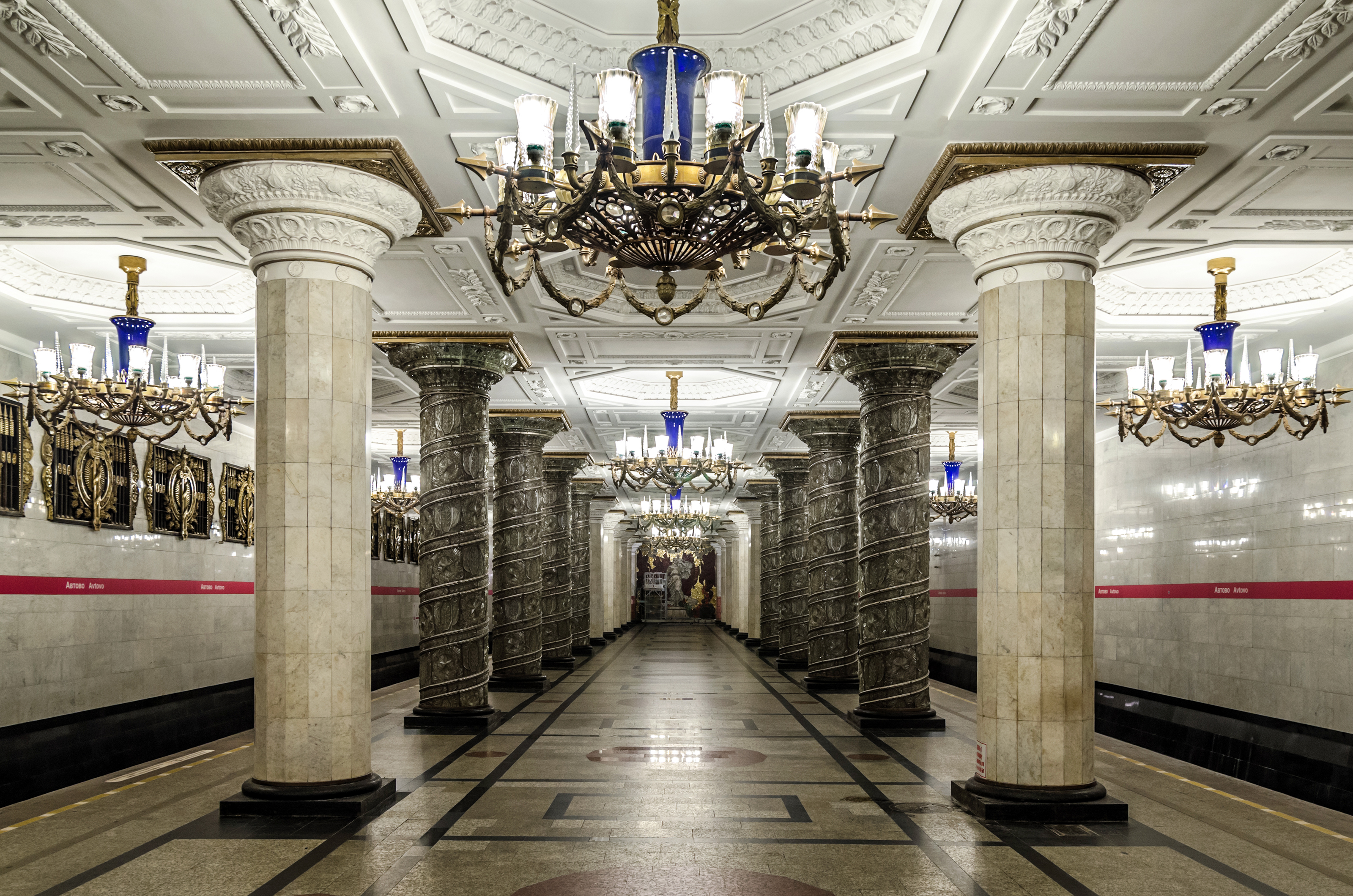
La station Avtovo, établie à faible profondeur sur de minces colonnes, est l'une des plus décorées du réseau.

- 3 stations à colonnes à travées multiples et plates-formes latérales;
- 5 stations couvertes en surface à colonnes multi-travées peu profondes avec plates-formes latérales, équipées de portes coulissantes de plate-forme.

#### 3 stations en surface
- 2 stations ont été construites en surface selon un projet typique de Moscou, de type dit « Mille-Pattes » ;
- Il existe une station de surface de type ouvert : c'est l'ancienne station Dachnoïé, définitivement fermée.

### Décoration et expression artistique
La première étape est magnifiquement décorée dans le style de l'architecture stalinienne, mais à partir de 1958, la limitation des extras décoratifs par Nikita Khrouchtchev a limité les décorations à des thèmes esthétiques simplifiés.
La station Avtovo, inaugurée lors de la première tranche de construction, en 1955, est encore généralement considérée comme l'une des plus belles gares ferroviaires au monde.

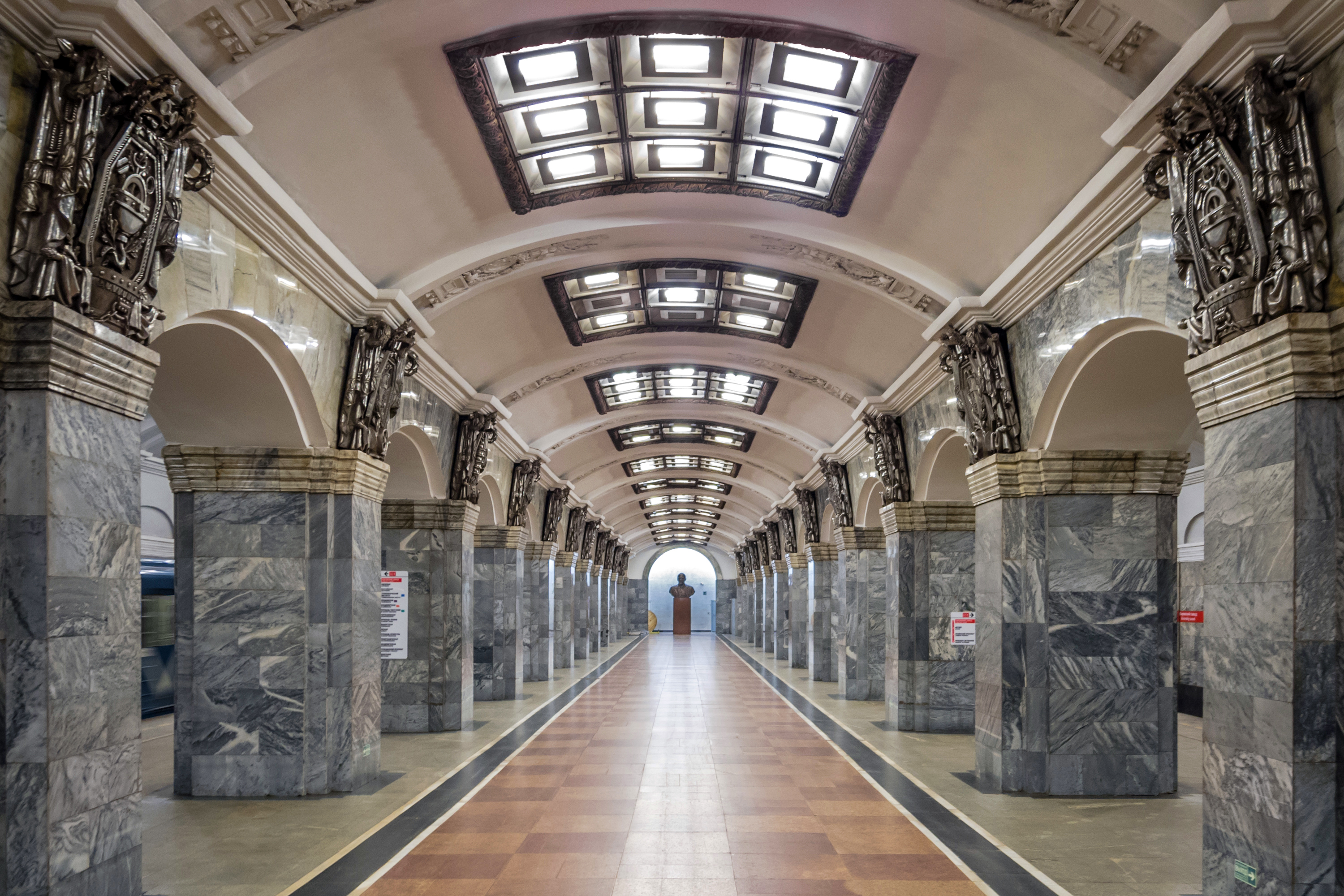
Station Kirowski Sawod (ligne 1)
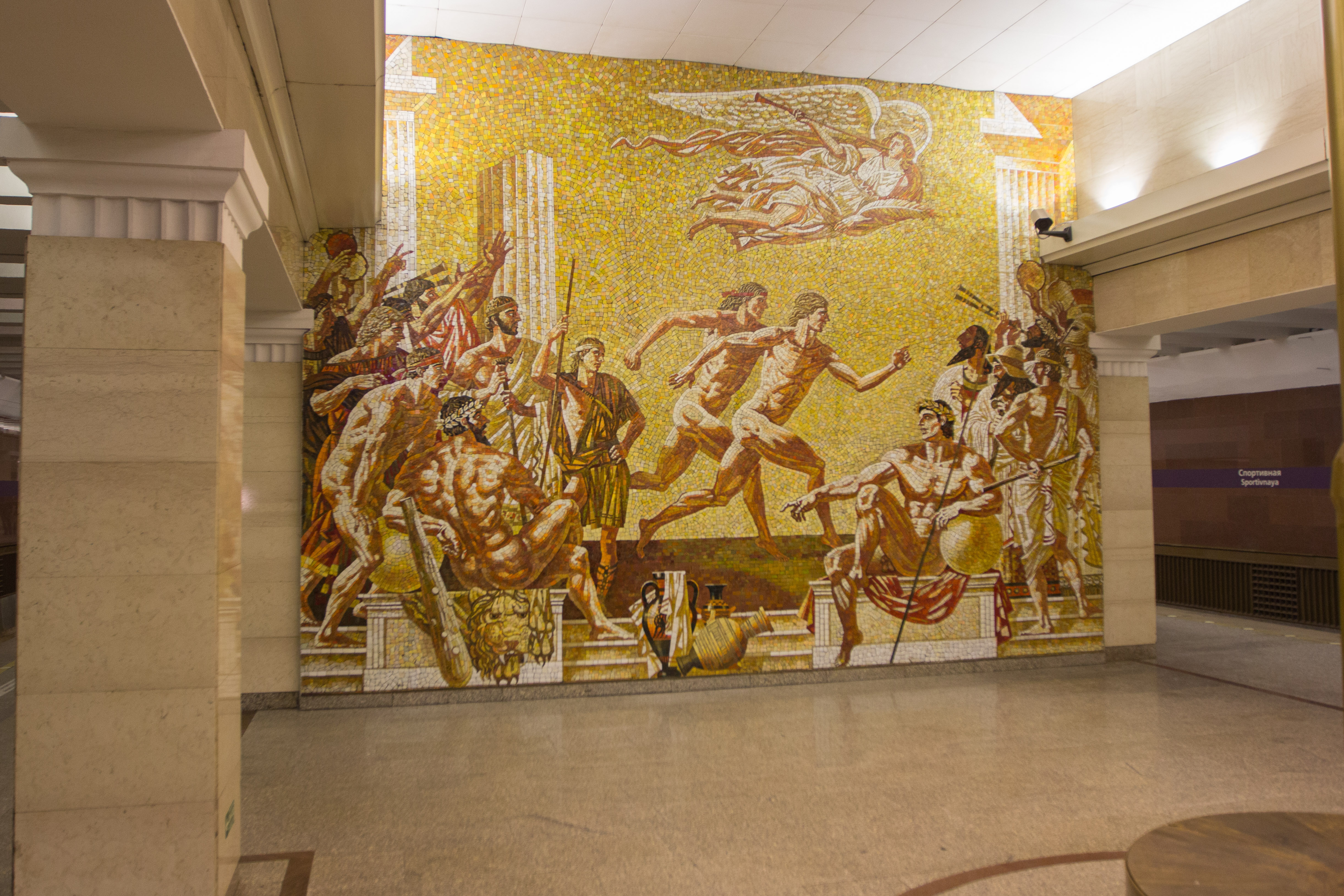
Station Sportivnaïa, décorée sur le thème de la Grèce antique.

### Matériel roulant
Le métro est desservi par 1 403 voitures qui forment 188 rames. Le réseau comporte 5 dépôts.
Le transport de passagers est effectué par des compositions de voitures de plusieurs générations, qui ont toutes été modifiées selon les besoins du service :
- des rames de type E et Em sur la ligne Kirovsko-Vyborgskaya, qui sont les plus anciennes voitures de métro en service en Russie, dans les pays de la CEI et dans l'ex-URSS ;
- des voitures de type 81-717 / 714 Vagonmach, très répandues dans toutes les villes ex-soviétiques, qui constituent la base du matériel roulant à Saint-Pétersbourg ;
- des trains plus récents 81-540 / 541, sur la ligne Pravoberejnaya et Fruzenskaya-Primorskaya, construits par Škoda Transport Vagonmach.

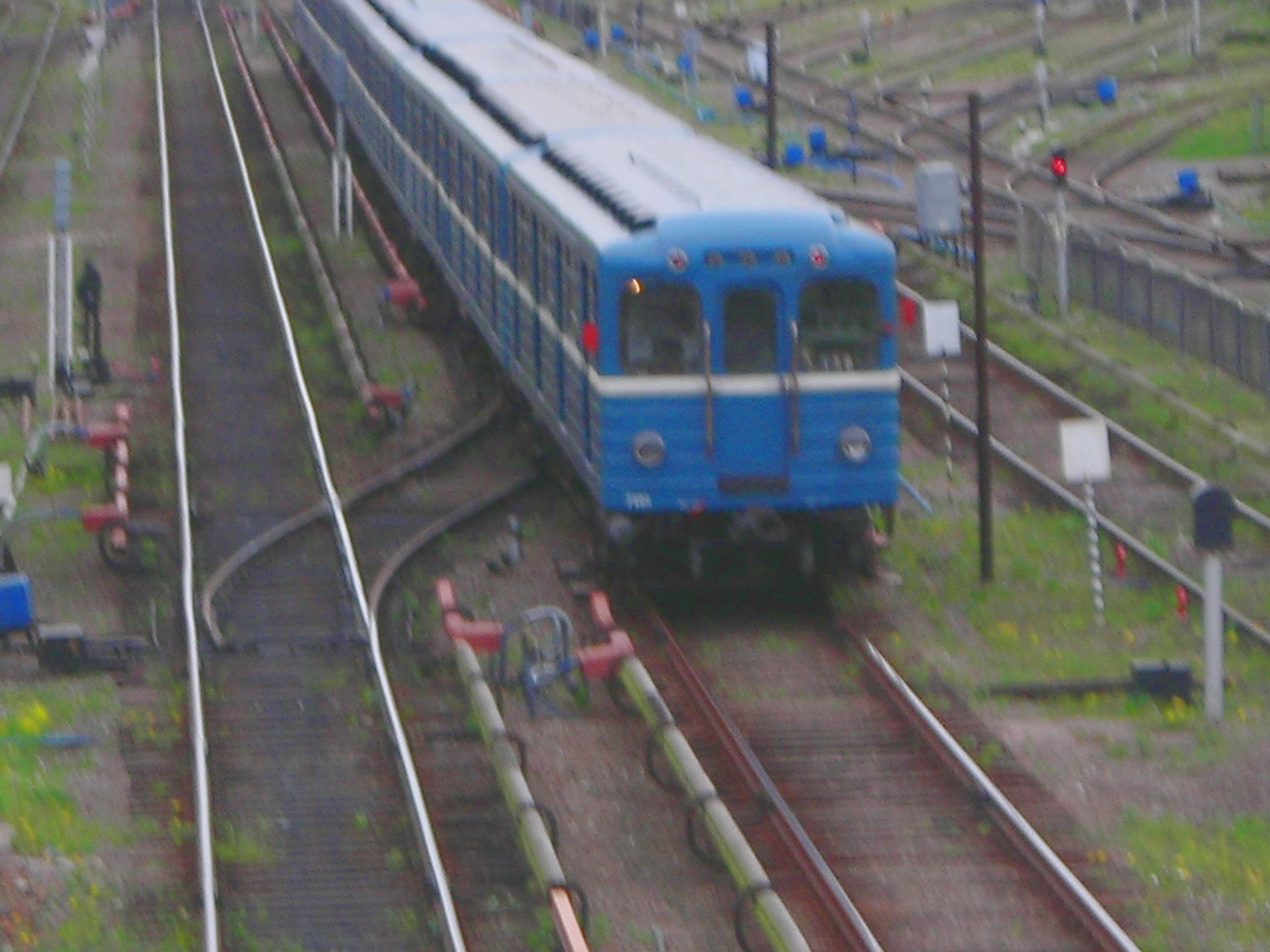
Composition avec voiture de tête de type Ema, entrant au dépôt 4.
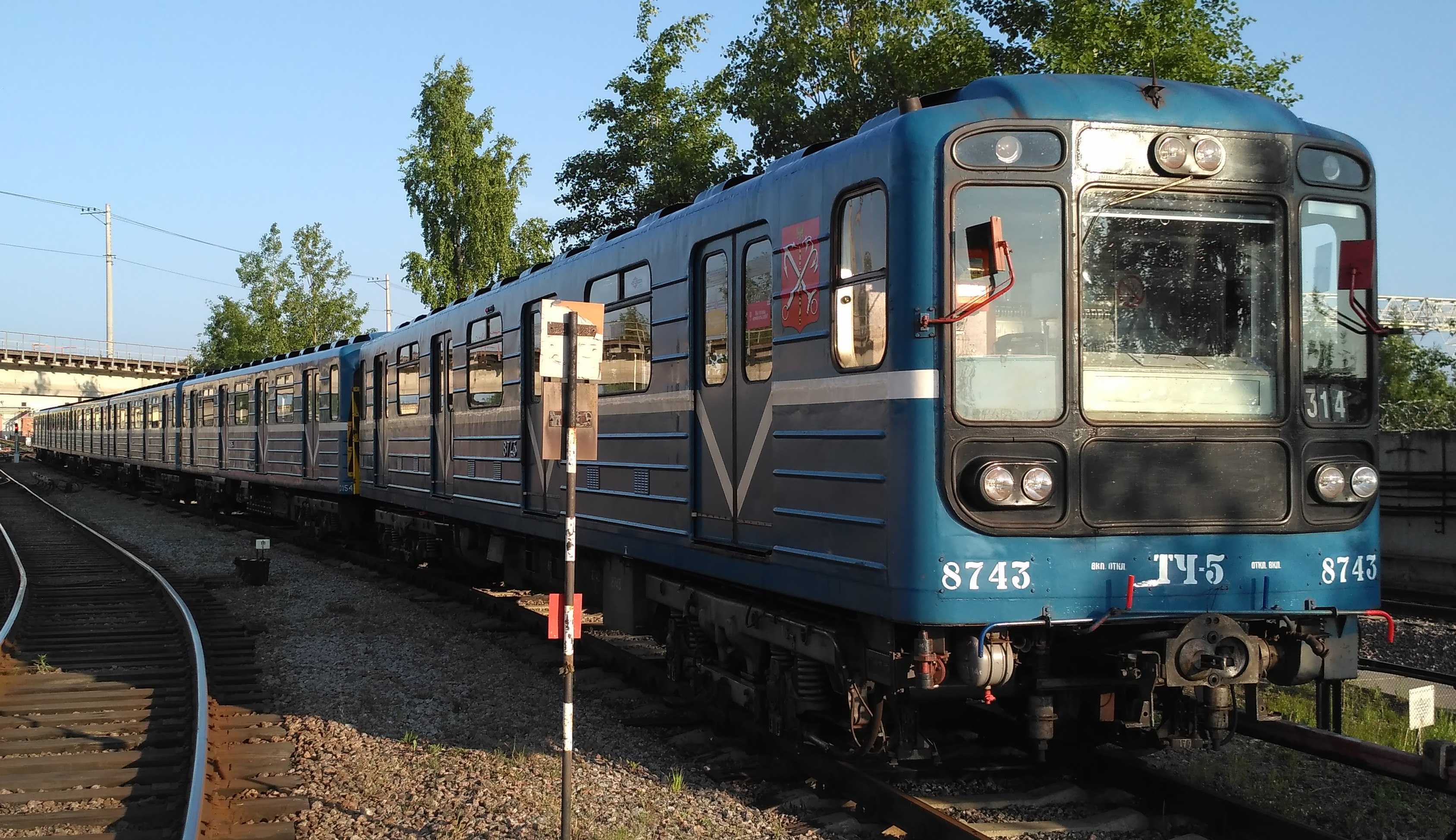
Train avec voiture de tête de type 81-717 au dépôt 5.
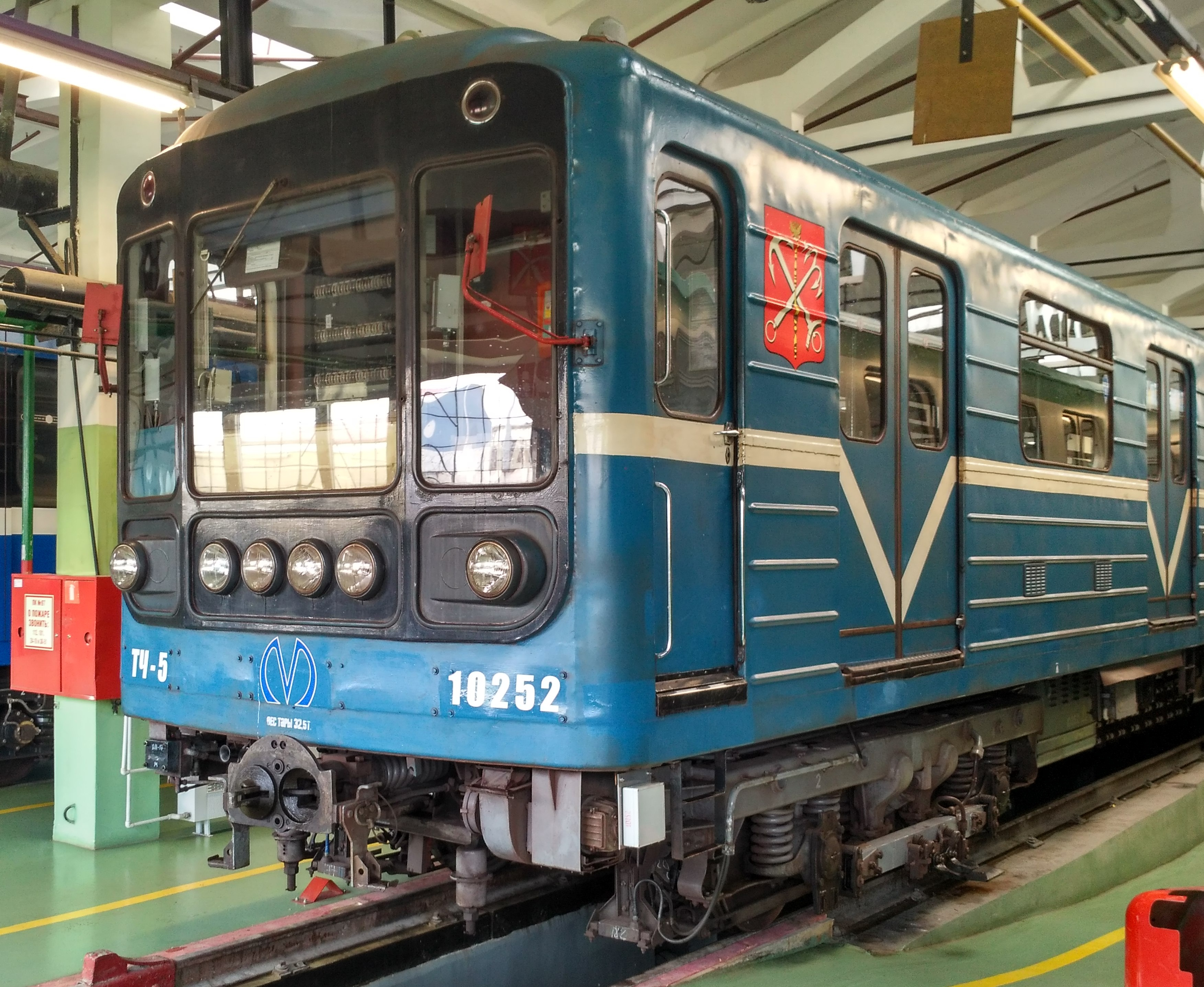
Voiture de tête 81-540, au dépôt 5.

Plus récemment, le métro a reçu des voitures des voitures NeVa, modèles Škoda Vagonmach 81-722 et 81-724 personnalisés pour Saint-Pétersbourg. Ces voitures Škoda sont équipées de portes coulissant dans des logements, au lieu des portes louvoyantes utilisées ailleurs dans le monde. Cela est dû à ce que plusieurs stations du système ont des portes de quais qui ne permettent pas un dégagement suffisant pour des portes extractibles.
Enfin, Transmach a dévoilé en juin 2019 un prototype de train Юбилейный / Jubilee.

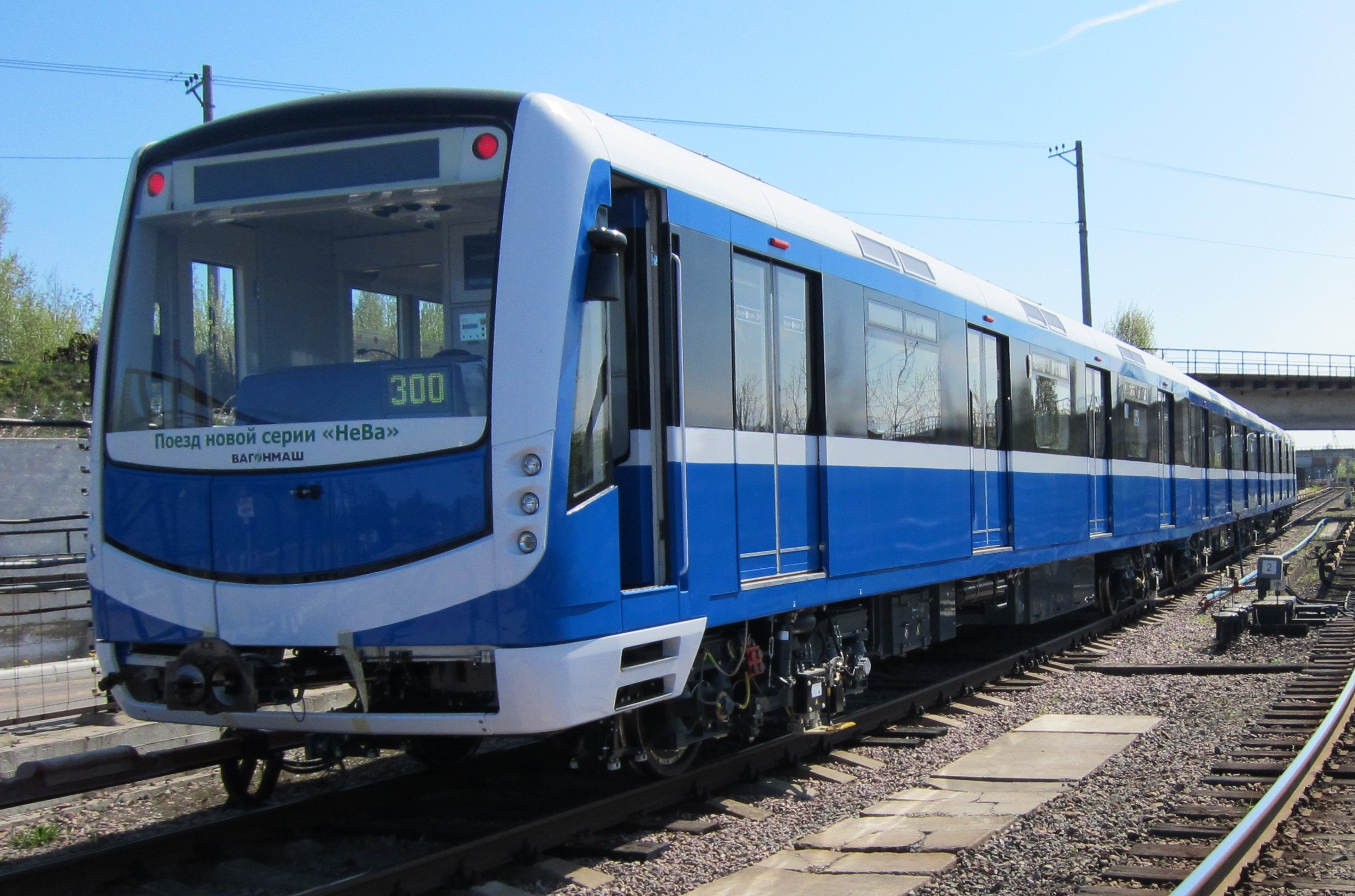
Matériel de classe NeVa, construit par Škoda Vagonmach.
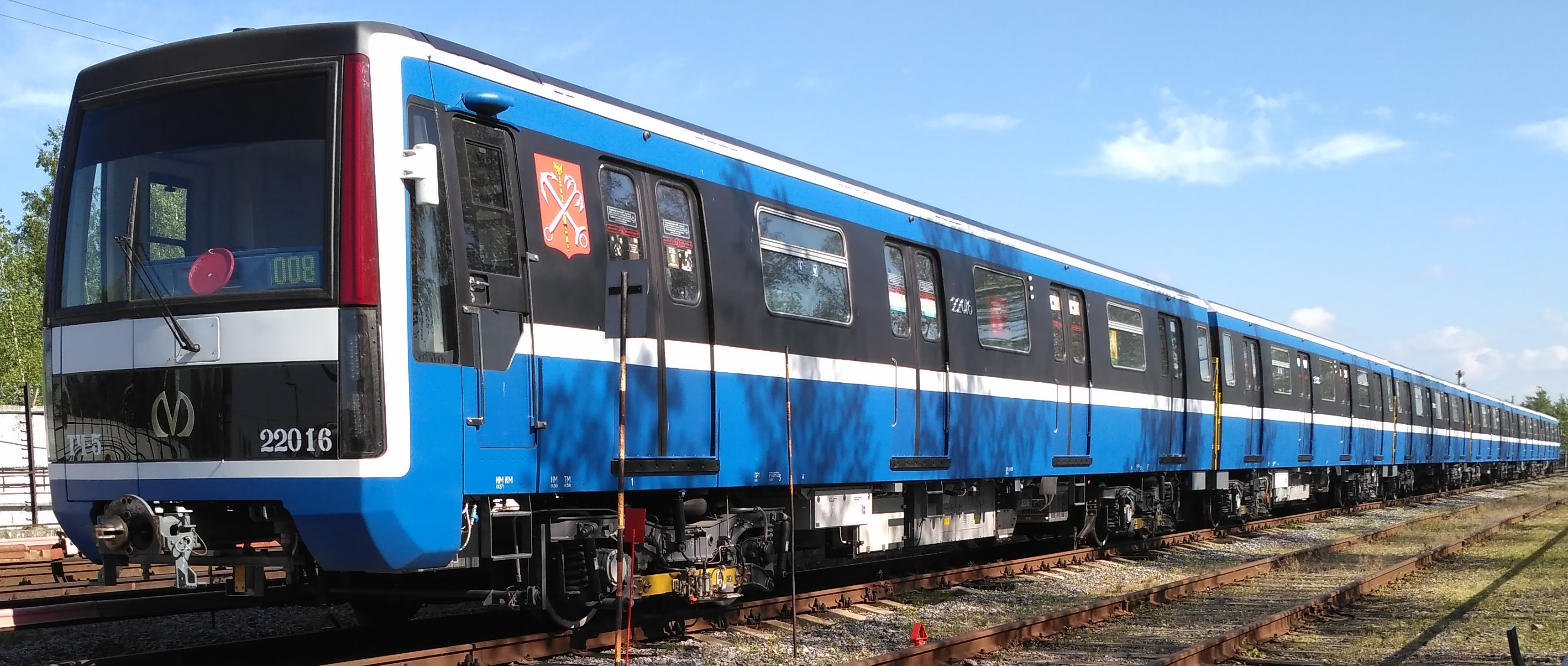
Train de type Jubilée (Юбилейный), au dépôt 5.

## Projets
Il est prévu que le métro s'agrandisse considérablement au cours du demi-siècle à venir. Une ligne circulaire devrait être construite ainsi que d'autres lignes radiales passant par le centre-ville. La ligne 4 devrait également s'étendre vers le nord-ouest sous le golfe de Finlande.[réf. nécessaire]

## Incidents
Lors d'un attentat le 3 avril 2017, une explosion dans le tunnel entre les stations Sennaïa plochtchad et Tekhnologuitcheski institout sur la ligne 2, fait une dizaine de morts.
Depuis cet événement, toutes les stations ont été équipées de portiques de détection et de scanners à rayons X pour les bagages afin d'améliorer la sécurité.